# Hans Rogger
Hans Rogger (ur. 1923, zm. 2002) – amerykański historyk niemieckiego pochodzenia, badacz dziejów Rosji. 

## Życiorys
Urodził się w Niemczech, z których w 1939 wyemigrował do USA. Doktorat na Harvard University (uczeń Michaela Karpovicha). Następnie był wykładowcą na Uniwersytecie Kalifornijskim w Los Angeles. Zajmował się Rosją XIX-wieczną, problemem świadomości narodowej w Rosji, dziejami prawicy europejskiej, kwestią żydowską w Rosji. 

## Wybrane publikacje
- National Consciousness in Eighteenth Century Russia. Harvard University Press 1960.
- Russia in the Age of Modernisation and Revolution, 1881-1917, Longman, 1983.
- Jewish Policies and Right-Wing Politics in Imperial Russia, University of California Press 1966.
- The European Right: A Historical Profile, University of California Press 1965.